# Alley Cat (album)
Alley Cat er den danske pianist Bent Fabricius-Bjerres debutalbum fra 1954. Han udgav albummet under navnet Bent Fabric, og det indeholder det Grammyvindende nummer "Alley Cat", og var på hitlisterne i 1954-1955.
Titelsangen var kendingsmelodi i programmet Omkring et flygel, og blev senere brugt i det kortlivede Tv-show Get a Life i 1990.

## Spor
1. "Alley Cat" (2:24)
2. "Across The Alley From The Alamo" (2:11)
3. "You Made Me Love You" (3:03)
4. "Trudie" (1:56)
5. "Markin' Time" (1:38)
6. "In The Arms Of My Love" (2:28)
7. "Delilah" (2:15)
8. "Catsanova Walk" (1:58)
9. "Symphony" (2:19)
10. "Early Morning In Copenhagen" (2:22)
11. "Comme Ci, Comme Ca" (2:06)
12. "Baby Won't You Please Come Home" (2:50)